# Congiopodus torvus
Congiopodus torvus är en fiskart som först beskrevs av Laurens Theodore Gronow 1772.  Congiopodus torvus ingår i släktet Congiopodus och familjen Congiopodidae. IUCN kategoriserar arten globalt som livskraftig. Inga underarter finns listade i Catalogue of Life.